# 신안 흑산도 상라산성
신안 흑산도 상라산성(新安 黑山島 上羅山城)은 대한민국 전라남도 신안군 흑산면 흑산도에 있는 통일신라의 산성이다. 2008년 4월 11일 전라남도의 기념물 제239호로 지정되었다.

## 개요
신안 흑산도 상라산성 일원에는 상라산성을 비롯한 제사유적, 관사터, 무심사지 등 4개 유적으로 이루어진 복합유적이 있다. 상라산성은 고대~고려시대 국제 해양도시의 기능을 수행했을 것으로 추정되는 흑산도 읍동마을을 수호하기 위해 축조한 관방시설로 추정된다. 읍동마을 뒤편의 계곡 초입부에는 고려시대 중국 사신들이 머물던 관사터가 위치하고 있다. 이 관사의 맞은편 골짜기에는 무심사지(无心寺址)가 들어서 있고, 바로 위쪽의 봉우리에 상라산성이 자리잡고 있다. 상라산성 서쪽의 상라산 정상에는 봉화 불을 피우던 봉수대와 제사유적이 위치하고 있다. 이들 유적들이 모두 상라산성을 중심으로 반경 500m 이내에 분포하고 있으며, 같은 시기의 유물이 출토되고 있어 상호 관련성을 살필 수 있다.
상라산성은 신안군 흑산면 진리 2구 읍동마을의 바다와 만나는 상라산 북쪽 능선상에 위치하고 있다. 전체길이 280m의 소형산성으로 남사면만을 반월형으로 둘러싸고 있는데 순수 석축부만의 길이는 220m이다. 해안에 면한 북쪽 능선의 경우는 별도로 성벽을 쌓지 않고 100m에 가까운 깎아지른 해안 절벽을 그대로 성벽으로 활용하고 있으며, 험준한 지형을 그대로 이용하여 성벽 중간지점에 있는 커다란 바위 위나 바위 사이에만 돌로 쌓는 등의 간단한 축성만으로도 손쉽게 적을 방어할 수 있도록 자연지세를 최대한 활용하여 축조한 우리나라의 산성의 특징을 잘 반영하고 있다. 성벽은 대체로 남사면의 6부 능선을 반월형(半月形)으로 둘러싸고 있다. 일반적으로 산 정상 부근이나 중복부를 거의 동일한 레벨로 둘러싼 전형적인 테뫼식과는 달리 산복식(山腹式)에 가까운 테뫼식 산성이다. 성벽은 우리나라에서 돌로 산성을 쌓을 때 가장 보편적으로 사용하고 있는 편축법(片築法)으로 쌓았는데 상라산성과 같이 성 안팎의 높이 차이가 심한 지형에 적합한 축성법이다. 성돌은 기저부에만 부분적으로 장대석을 사용하고 있을 뿐 상·하단의 구별 없이 거의 같은 크기의 성돌로 수직으로 쌓아 올렸는데 다만 성벽 통과선의 경사도에 따라서 쐐기돌로 고정하여 수평을 유지하고 있다. 면석(面石)은 성벽의 무너짐을 방지하기 위하여 대충 다듬은 면을 바깥으로 하여 가로 쌓기와 세로 쌓기로 서로 결구하고 있으며, 안쪽에는 잡석으로 뒷채움하였다. 상라산성의 부속시설로는 동문지와 건물지 1개소가 확인되고 있다.
관사터는 상라산 전망대에서 동쪽의 읍동마을을 향해 뻗은 능선의 끝자락에 형성된 ‘해내지골’에 위치하고 있다. 읍동마을 뒤편의 길이 100m, 너비 50m 정도의 그리 깊지 않은 골짜기로 능선의 끝자락에는 동서로 긴 30m 정도의 평탄 대지가 형성되어 있다. 건물지의 방향은 남향으로 축대의 일부가 남아 있다.
읍동마을 학술지표조사에서 통일신라~고려시대의 절터와 건물터, 그리고 상라산성 주변에서는 통일신라 후기~고려시대의 유물이 주로 수습되었다. 관사터에서는 통일신라 후기의 전형적인 유물인 주름무늬병과 줄무늬병, 해무리굽 청자 등이 기와편과 함께 수습되었다. 무심사지(无心寺址)에서는 고려시대 삼층석탑과 석등 외에도 통일신라-고려시대의 기와편이 많이 수습되었다. 제사유적에서는 철마와 주름무늬병, 주름병편 등이 수습되었다. 이처럼 흑산도 상라산성은 통일신라시대 이후 고려시대까지 한국과 중국간의 활발한 교류 양상을 살펴볼 수 있고 당시 남방항로상에서 흑산도의 위치를 가늠해 볼 수 있는 중요한 유적이다.

## 같이 보기
- 흑산도

## 참고 자료
- 신안흑산도상라산성 - 국가유산청 국가유산포털